# Sewskoje
Sewskoje (russisch Севское, deutsch Böttchersdorf) ist ein Ort in der russischen Oblast Kaliningrad. Er gehört zur kommunalen Selbstverwaltungseinheit Stadtkreis Prawdinsk im Rajon Prawdinsk.

## Geografische Lage
Sewskoje liegt acht Kilometer südöstlich der Rajonshauptstadt Prawdinsk an der Regionalstraße 27A-083 (ex A 196), die von Kaliningrad bis nach Krylowo an der russisch-polnischen Grenze führt. Bis 1945 war das Dorf Bahnstation an der Bahnstrecke Königsberg–Angerburg.

## Geschichte
Der ehedem Böttchersdorf genannte Ort wurde am 11. Juni 1874 Amtssitz und damit namensgebender Ort für den neu errichteten Amtsbezirk Böttchersdorf mit damals sechs kommunalen Einheiten. Er gehörte zunächst zum Landkreis Friedland, ab 1927 bis 1945 zum Landkreis Bartenstein (Ostpr.) im Regierungsbezirk Königsberg der preußischen Provinz Ostpreußen. Im Jahre 1910 lebten in Böttchersdorf 452 Einwohner.
Am 30. September 1928 schloss sich die Landgemeinde Böttchersdorf mit der Landgemeinde Klein Pothlack sowie den Gutsbezirken Grünthal und Krügerwalde zur neuen Landgemeinde Böttchersdorf zusammen. Im Jahre 1933 betrug die Zahl der Einwohner 620, und 1939 waren es 629.
Bis 1945 war Böttchersdorf Bahnstation an der Bahnstrecke von Königsberg nach Angerburg, die nach dem Zweiten Weltkrieg demontiert wurde.
Infolge des Zweiten Weltkrieges kam Böttchersdorf zur Sowjetunion und wurde 1947 in Sewskoje umbenannt. Gleichzeitig wurde Sewskoje zentraler Ort eines Dorfsowjets im Rajon Prawdinsk. Von 2004 bis 2015 gehörte der Ort zur städtischen Gemeinde Prawdinskoje gorodskoje posselenije und seither zum Stadtkreis Prawdinsk.

### Amtsbezirk Böttchersdorf 1874–1945
Der Amtsbezirk Böttchersdorf bestand von 1874 bis 1945. Er wurde aus folgenden Gemeinden gebildet:
| Name           | Bemerkungen                                          |
| -------------- | ---------------------------------------------------- |
| Landgemeinden: |                                                      |
| Böttchersdorf  |                                                      |
| Groß Pothlack  | 1893 in den Gutsbezirk Groß Wohnsdorf eingegliedert  |
| Gutsbezirke:   |                                                      |
| Grünthal       | 1928 in die Landgemeinde Böttchersdorf eingegliedert |
| Heyde          | ab 1928 zur Landgemeinde umgebildet                  |
| Hohenstein     |                                                      |
| Lawdt          | 1928 in die Landgemeinde Heyde eingegliedert         |

Am 12. Juni 1913 wurde der Gutsbezirk Krügerwalde aus dem Amtsbezirk Groß Wohnsdorf in den Amtsbezirk Böttchersdorf umgegliedert und 1928 in die neue Landgemeinde Böttchersdorf eingegliedert. Am 1. Januar 1945 gehörten noch zwei Gemeinden zum Böttchersdorfer Amtsbezirk: Böttchersdorf selbst und Hohenstein.

### Sewski selski Sowet/okrug 1947–2004
Der Dorfsowjet Sewski selski Sowet (ru. Севский сельский Совет) wurde im Juni 1947 eingerichtet. Nach dem Zerfall der Sowjetunion bestand die Verwaltungseinheit als Dorfbezirk Sewski selski okrug (ru. Севский сельский округ). Die sich Ende 2004 noch im Dorfbezirk befindlichen neun Siedlungen wurden dann in die städtische Gemeinde Prawdinskoje gorodskoje posselenije eingegliedert.
| Ortsname                   | Name bis 1947/50  | Bemerkungen                                                              |
| -------------------------- | ----------------- | ------------------------------------------------------------------------ |
| Bytschkowo (Бычково)       | Kaydann           | Der Ort wurde 1947 umbenannt.                                            |
| Djatlowo (Дятлово)         | Sophienberg       | Der Ort wurde 1950 umbenannt und vor 1975 verlassen.                     |
| Dworkino (Дворкино)        | Friedenberg       | Der Ort wurde 1947 umbenannt.                                            |
| Frunsenskoje (Фрунзенское) | bei Böttchersdorf | Der Ort wurde 1950 umbenannt und vor 1975 verlassen.                     |
| Golubewo (Голубево)        | Keulenburg        | Der Ort wurde 1950 umbenannt und verlor vor 1975 seine Eigenständigkeit. |
| Karelskoje (Карельское)    | Klein Rädtkeim    | Der Ort wurde 1950 umbenannt und vor 1975 verlassen.                     |
| Klenowoje (Кленовое)       | Grüneberg         | Der Ort wurde 1947 umbenannt.                                            |
| Kostjukowka (Костюковка)   | Heyde             | Der Ort wurde 1947 umbenannt.                                            |
| Krasnopolje (Краснополье)  | Hohenstein        | Der Ort wurde 1947 umbenannt.                                            |
| Olschanka (Ольшанка)       | Bohlen            | Der Ort wurde 1947 umbenannt und vor 1988 verlassen.                     |
| Peskowo (Песково)          | Groß Schönau      | Der Ort wurde 1950 umbenannt und vor 1975 verlassen.                     |
| Petrowka (Петровка)        | Marienberg        | Der Ort wurde 1950 umbenannt und vor 1988 verlassen.                     |
| Plodowoje (Плодовое)       | Heinrichshof      | Der Ort wurde 1950 umbenannt und vor 1975 verlassen.                     |
| Rasswet (Рассвет)          | Schönwalde        | Der Ort wurde 1947 umbenannt und vor 1988 verlassen.                     |
| Selenzowo (Зеленцово)      | Grünthal          | Der Ort wurde 1947 umbenannt.                                            |
| Sewskoje (Севское)         | Böttchersdorf     | Verwaltungssitz                                                          |
| Snegirewo (Снегирево)      | bei Schönwalde    | Der Ort wurde 1950 umbenannt und vor 1975 verlassen.                     |
| Sopkino (Сопкино)          | Rosenberg         | Der Ort wurde 1947 umbenannt.                                            |
| Trostniki (Тростники)      | Schakenhof        | Der Ort wurde 1947 umbenannt.                                            |

Der 1947 umbenannte Ort Berjosowo (Schönbaum) und die beiden 1950 umbenannten Orte Kurortnoje (Groß Wohnsdorf und Agnesenhof) und Selzy (Königstann und Klein Neumühl), die laut Erlass ebenfalls dem Sewski selski Sowet zugeordnet worden waren, kamen dann (vor 1975) in den Druschbinski selski Sowet.

## Kirche

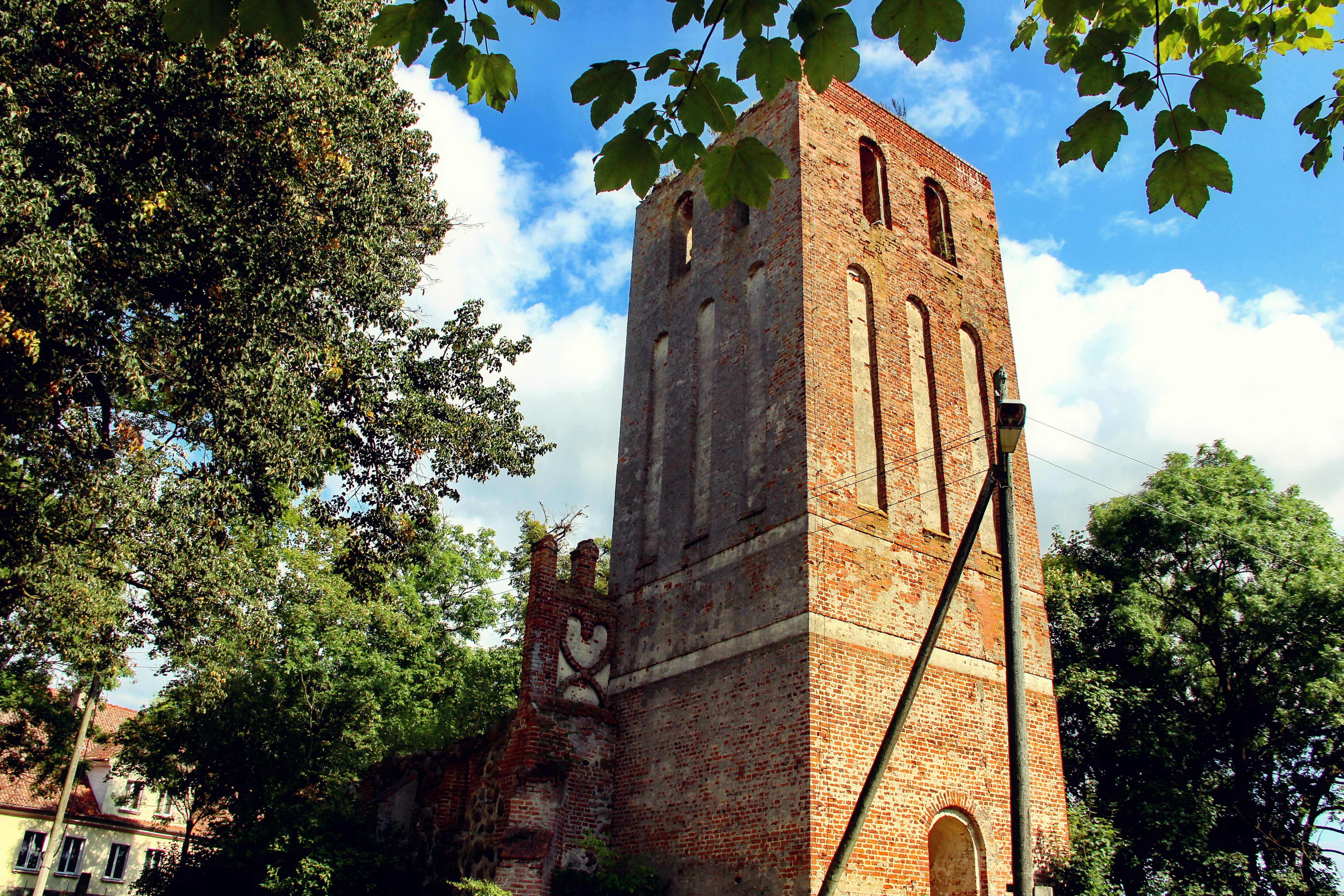
Ruine der Böttchersdorfer Kirche

### Kirchengebäude
Die Böttchersdorfer Kirche wurde vermutlich zu Beginn des 15. Jahrhunderts vom Hochmeister des Deutschen Ordens Ulrich von Jungingen gegründet. Sie war die Mutterkirche der Kirche in Allenau. Äußerlich war sie recht schlicht, aus Feldsteinen und Ziegeln in gotischem Mauerwerk erbaut. Das Mittelschiff hatte keinen Chor und wurde von einer Holzdecke in Form von Stichbögen abgeschlossen. Die Oberseite des Altars wurde 1645 vom Bildhauer Valentin Hoffman angefertigt. Im Jahr 1650 schenkten der örtliche Kirchenpfarrer Johann Friedrich Weisermehl und seine Frau der Kirche zwei Altarleuchter aus Zinn. Im Jahr 1857 befand sich in der Kirche eine einfache Orgel von Meister Ostermeyer. Die Kirche hatte drei Glocken. Im Jahr 1946 befand sich die Kirche in einem sehr guten Zustand und wurde als Lager genutzt. 1989 begann die örtliche Verwaltung mit der Zerstörung der Kirche.

### Kirchengemeinde
Böttchersdorf war ein altes Kirchdorf. Die Reformation fand sehr früh Eingang. Lange Zeit gehörte Böttchersdorf zur Inspektion Wehlau (russisch: Snamensk). Dem Kirchspiel Böttchersdorf angegliedert war die Kirchengemeinde Allenau (russisch: Poretschje). Das Kirchspiel Böttchersdorf-Allenau kam zum Kirchenkreis Friedland (Ostpr.) (Prawdinsk), danach bis 1945 zum Kirchenkreis Bartenstein (heute polnisch: Bartoszyce) innerhalb der Kirchenprovinz Ostpreußen der Kirche der Altpreußischen Union.
Während der Zeit der Sowjetunion wurde kirchliches Leben unmöglich gemacht. Erst in den 1990er Jahren entstanden in der Oblast Kaliningrad wieder evangelische Gemeinden. Die Sewskoje am nächsten liegende Gemeinde ist die in Prawdinsk (Friedland (Ostpr.)), die zur Kirchenregion der Auferstehungskirche in Kaliningrad (Königsberg) innerhalb der Propstei Kaliningrad der Evangelisch-Lutherischen Kirche Europäisches Russland (ELKER) gehört.

### Kirchspielorte (bis 1945)
Sieben Ortschaften bildeten vor 1945 das Kirchspiel Böttchersdorf-Allenau:
| Name (bis 1946) | Russischer Name |
| --------------- | --------------- |
| Allenau         | Poretschje      |
| Böttchersdorf   | Sewskoje        |
| Groß Pothlack   | --              |
| Grünthal        | Selenzowo       |
| Hohenstein      | Krasnopolje     |
| Klein Pothlack  | Rasdolje        |
| Stadienberg     | --              |

### Pfarrer (bis 1945)
Von der Reformation bis 1945 amtierten in Böttchersdorf und Allenau 22 evangelische Geistliche
- Alexander Magnus, 1546–1574
- Martin N., 1550–1574
- Johann Marckstein, 1574–1580
- Daniel Sperber, 1580–1592
- Friedrich Eichmann, 1592–1614
- Georg Witte, 1614–1615
- Josias Schnepfmüller, 1615–1629
- Johann Friedrich Weißermel, 1629–1655
- Erich Paisen, 1655–1680
- Hermann Lange, 1679–1709
- Johann Müller, 1709–1742
- Martin Heinrich Feege, 1742–1767
- Christoph Richter, 1768–1792
- Johann Daniel Besthorn, 1793–1814
- Gottfried Wilhelm Steffen, 1804–1807
- Friedrich Puttlich, 1814–1836
- Otto Heinrich Adolf Graemer, 1832–1867
- Hermann Künstler, 1867–1883
- Hermann Emil Krause, 1883–1894[8]
- Friedrich Wilhelm K. Kuntze, 1895–1917
- Friedrich Otto Bierfreund, 1915–1925
- Kurt Steinwender, 1925–1933

In der Zeit des Nationalsozialismus  wurde der Sprengel Böttchersdorf-Allenau von Friedenberg (russisch: Dworkino) aus versehen.

### Kirchenbücher
Zahlreiche Kirchenbüchern aus dem Kirchspiel Böttchersdorf-Allenau haben den Krieg überdauert und sind im Evangelischen Zentralarchiv in Berlin-Kreuzberg einsehbar:
- Taufen: 1629 bis 1895
- Trauungen: 1687 bis 1767 und 1769 bis 1895
- Bestattungen: 1709 bis 1852.